# Tituly a vyznamenání Seppa Blattera
Joseph „Sepp“ Blatter, švýcarský fotbalový funkcionář, v letech 1998 až 2015 prezident FIFA, obdržel před zákazem činnosti ve fotbale v roce 2015 řadu státních, sportovních, univerzitních, městských a dalších ocenění.

## Vyznamenání
- Ázerbájdžán
  -  Řád slávy – 13. října 2004 – udělil prezident Ilham Alijev za jeho přínos k rozvoji ázerbájdžánského fotbalu a za rozvoj mezinárodních vztahů[1]
- Bahrajn
  -  Medaile I. stupně – 2008
- Bolívie
  -  Medaile za sportovní zásluhy[2]
- Džibutsko
  -  komtur Národního řádu 27. června – 2005[2]
- Francie
  -  rytíř Řádu čestné legie – 2004 – udělil prezident Jacques Chirac[2][3]
- Guinea
  -  velkodůstojník Národního řádu za zásluhy
- Indie
  - Koruna míru[2]
- Japonsko
  -  Řád vycházejícího slunce I. třídy – 2009 – za přínos k rozvoji sportu, za technický rozvoj a propagaci svazového fotbalu v Japonsku[2][4]
- Jemen
  - Cena za zásluhy[2]
- Jižní Afrika
  -  důstojník Řádu dobré naděje – 1998 – udělil prezident Nelson Mandela[2][5][6]
  -  Řád společníků O. R. Tamba – 27. dubna 2010 – udělil prezident Jacob Zuma za vynikající přínos k fotbalu a za podporu mistrovství světa FIFA na africkém kontinentu[2][7]
- Jižní Korea
  -  Řád za sportovní zásluhy[2]
- Jordánsko
  -  Řád nezávislosti I. třídy[2]
- Kazachstán
  -  Řád přátelství II. třídy – 12. prosince 2005[2][8]
- Komory
  -  Řád zeleného půlměsíce – 3. března 2010
- Kyrgyzstán
  -  Řád Danaker – 2007[2][9]
- Libérie
  -  Dobročinný řád afrického osvobození – 1999[10]
- Malajsie
  -  Řád Sri Sultana Ahmada Shaha Pahanga – 2011[2]
- Maroko
  -  velkodůstojník Řádu trůnu – 2004[2][11]
- Moldavsko
  -  Řád cti – 10. srpna 2010 – udělil prezident Mihai Ghimpu za dlouholetou plodnou práci v oblasti tělesné kultury a sportu, mimořádné zásluhy o rozvoj a propagaci moldavského fotbalu a aktivní organizační a metodickou činnost[12]
- Mongolsko
  -  Řád polární hvězdy – 2007 – za významný přínos k rozvoji fotbalu v Mongolsku[13]
- Německo
  -  velký záslužný kříž Záslužného řádu Spolkové republiky Německo – 2006 – udělila Angela Merkelová[2][14][15]
- Palestina
  - Řád Jeruzaléma s vyznamenáním – 26. října 2008 – udělil prezident Mahmúd Abbás[2][16]
- Rakousko
  -  velká čestná dekorace ve stříbře Čestného odznaku Za zásluhy o Rakouskou republiku – 2008[17]
- Senegal
  -  komtur Národního řádu lva
- Spojené arabské emiráty
  -  Řád Zajda – 27. listopadu 2003 – udělil Maktúm bin Rášid Ál Maktúm za jeho přínos pro světový fotbal[18]
- Středoafrická republika
  -  komtur Řádu uznání – 2005[2]
- Súdán
  -  Řád dvou Nilů – 2005[2]
- Tunisko
  -  velkostuha Řádu republiku – 2001 – udělil prezident Zín Abidín bin Alí za jeho dalekosáhlé snahy o rozvoj fotbalu po celém světě[2][19]
- Ukrajina
  -  Řád knížete Jaroslava Moudrého II. třídy – 24. srpna 2013 – udělil prezident Viktor Janukovyč – za významný osobní přínos k posílení mezinárodní autority Ukrajiny, za popularizaci jejího historického dědictví a moderních úspěchů a u příležitosti 22. výročí nezávislosti Ukrajiny[20]
  -  Řád knížete Jaroslava Moudrého III. třídy – 29. listopadu 2006 – udělil prezident Viktor Juščenko za významný osobní přínos k podpoře fotbalu na Ukrajině a za rozvoj mezinárodního fotbalu[21]
  -  Řád za zásluhy I. třídy – 23. března 2001 – udělil prezident Leonid Kučma za významný osobní přínos k posílení mezinárodního fotbalu a za podporu rozvoje fotbalu na Ukrajině[22]
- Uzbekistán
  -  Řád přátelství – 28. března 2007 – udělil prezident Islam Karimov za velký přínos k rozvoji a plné podpoře fotbalových programů v Uzbekistánu, pomoc při formování mladé zdravé generace, jakož i plodné aktivity k upevnění přátelství a vzájemného porozumění mezi národy[2][23]
- Venezuela
  -  Řád Francisca de Mirandy I. třídy – 2007[2]

## Nestátní ocenění

### Sportovní ocenění
- Olympijský řád – Mezinárodní olympijský výbor, 1994[2]
- Global Award for Peace – Mezinárodní asociace atletických federací[2]
- čestný člen Německé fotbalové asociace – 2010[2][24]
- čestný člen Švýcarské fotbalové asociace[2]
- čestný člen Švýcarské olympijské asociace[2]
- čestný člen Real Madrid[2][25]
- čestný náhrdelník Ekvádorské fotbalové federace – 2010[2]
- Diamond of Asia Award – Asian Football Confederation, 2006[2]
- diamantový Řád za zásluhy UEFA – 2004[2]

### Ostatní ocenění
- Bambi v kategorii komunikace – 2005
- Fischhof-Preis – Stiftung gegen Rassismus und Antisemitismus, 2005

## Čestná občanství
- čestný občan Texasu – 1994
- čestný občan Bangkoku – 2006[2]
- čestný občan Ciudad de Guatemala – 2011[2]
- čestný občan Managuy – 2011[2]
- čestný občan Východního Timoru – 2011[2]

## Čestné akademické tituly
- Univerzita Benin, Nigérie – 2011[2]
- De Montfort University, Leicester, Spojené království – 2005,[2] odebrán 22. prosince 2015[26]
- Metropolitní univerzita Nelsona Mandely, Port Elizabeth, Jihoafrická republika – 2006[2]
- Mezinárodní univerzita, Ženeva, Švýcarsko – 2007[2]
- Ázerbájdžánská státní akademie tělesné výchovy a sportu, Baku, Ázerbájdžán[2]